# Juan Araneta
Juan Araneta (ur. 13 lipca 1852, zm. 3 października 1924) – filipiński rolnik i polityk.

## Życiorys
Urodził się 13 lipca 1852 w Molo w Iloilo jako syn Romualda Aranety oraz Aguedy Torres. Kształcił się w prestiżowym manilskim Ateneum. Po powrocie do rodzinnego Molo objął jedną z obsadzanych przez rdzennych Filipińczyków funkcji w lokalnym aparacie administracji kolonialnej, zostając capitanem del pueblo. Szybko stał się obiektem ataków miejscowego duchowieństwa katolickiego. Był wszakże na tyle popularny, że nie udało się go ostatecznie usunąć ze stanowiska.
W 1891 wraz ze swoim przyjacielem Claudio Reiną udał się w podróż do Europy. Nawiązał wówczas kontakty z przywódcami diasporalnych społeczności filipińskich osiadłych w Madrycie, Londynie czy Paryżu. Powrót do kraju oznaczał dla Aranety wzmożony konflikt z klerem. W jego efekcie stracił swe gospodarstwo rolne oraz musiał przenieść się razem z rodziną w góry. Tam też stworzył nową opartą na rolnictwie posiadłość.
Znany był szeroko ze swego zamiłowania do uprawy ziemi. Podróż do Europy zwróciła jego uwagę na rozmaite nowoczesne rozwiązania techniczne zwiększające wydajność produkcji rolnej. Chętnie eksperymentował wykorzystując na swoich gruntach różnego rodzaju maszyny i urządzenia. Jego swoista kreatywność wzbudziła podejrzenia władz kolonialnych. Krótko po wybuchu rewolucji filipińskiej, bo już w styczniu 1897 został aresztowany. Wysłano go początkowo do Concordii, zmieniając mu potem miejsce pobytu. Na wolność wyszedł w październiku 1897.
Odegrał istotną rolę w wydarzeniach rewolucyjnych w Negros z listopada 1898. W utworzonym wówczas lokalnym rządzie pod kierownictwem generała Aniceto Lacsona objął funkcję ministra wojny. Po przybyciu oddziałów amerykańskich do Iloilo zalecał im podporządkowanie się temu właśnie rządowi. Po zakończeniu działań wojennych ponownie zajął się rolnictwem. Na wystawie w Saint Louis prezentował różne odmiany ryżu oraz kakao pochodzące między innymi z Negros. Stale wspierał modernizację krajowego rolnictwa.
Doczekał się łącznie 25 dzieci pochodzących ze związków z czterema różnymi kobietami. Zmarł 3 października 1924.